# Konarskie (powiat poznański)
Konarskie (Konarskie pod Bninem) – wieś w Polsce, położona w województwie wielkopolskim, w powiecie poznańskim, w gminie Kórnik.

## Historia
| SIMC    | Nazwa          | Rodzaj    |
| ------- | -------------- | --------- |
| 0586566 | Huby Konarskie | część wsi |
| 0586572 | Pole           | część wsi |

W latach 1975–1998 wieś należała administracyjnie do województwa poznańskiego.
Do rejestru zabytków wpisana jest dawna szkoła, a obecnie dom nr 36 pochodzący z około 1880.